# 咎雲鶴
咎雲鶴（？—？），號鳴宇，陝西西安府三原縣人，明朝政治人物。

## 生平
萬曆十九年（1591年）辛卯科陝西鄉試舉人。萬曆二十年（1592年），聯捷壬辰科三甲十七名進士，刑部觀政，六月授成都府推官，二十五年升淮安府同知，丁憂。二十八年補濟南府同知，三十三年升順慶府知府，三十七年七月升四川按察司副使，四十年七月升四川參政，四十一年考察調簡，四十四年起廣西右參政，四十七年正月被巡按御史潘一桂弹劾去職。天啓二年（1622年）三月降補山西佥事、潞安兵备道，三年六月加升副使，仍管分巡冀南道，五年考察。

## 家族
曾祖父咎復性，生员；祖父咎恕，廪生；父親咎約，增廣生。